# Parasyrisca pamirica
Parasyrisca pamirica Ovtsharenko, Platnick & Marusik, 1995 è un ragno appartenente alla famiglia Gnaphosidae.

## Etimologia
Il nome della specie deriva dall'altopiano in cui sono stati rinvenuti gli esemplari: il Pamir; in aggiunta il suffisso -ica che, a detta del descrittore, è un'arbitraria combinazione di lettere.

## Caratteristiche
L'olotipo femminile rinvenuto ha lunghezza totale è di 13,00mm; la lunghezza del cefalotorace è di 5,55mm; e la larghezza è di 4,35mm.

## Distribuzione
La specie è stata reperita in Tagikistan: l'olotipo femminile è stato rinvenuto a 4200 metri di altitudine ai piedi del ghiacciaio Tanymas, che è il ramo nordest del più vasto ghiacciaio Fedchenko, nella parte tagica del Pamir.

## Tassonomia
Al 2015 non sono note sottospecie e dal 1995 non sono stati esaminati nuovi esemplari.